# مریک
مریک یکی از روستاهای شهرستان کیار در استان چهارمحال و بختیاری است. این روستا از شمال به رشته کوه های زاگرس، از غرب به شهر اردل از جنوب به آبادی رودارود و از شرق به شهر ناغان مشرف است.

## باغات مریک
باغات مریک در سال ۱۳۸۸ با مساحت۲۵۰ هکتاری به بهره برداری رسید
سیستم آبیاری این طرح از نوع قطره ای می باشد این باغات سبب اشتغال مردم و مهاجرت معکوس شده است.

## دلیل نام‌گذاری
نام مریک به گذشته دور بازمی‌گردد که وقوع زلزله‌ای کل روستا را نابود می سازد و تنها یک خانه را باقی می‌گذارد و کلمات مگریک یا همان فقط یک بر زبان‌ها رایج گشت به معنای نابودی کل روستا به جز یک خانه که به مرور زمان به مریک تغییر نام می‌یابد.

## قنات مریک
در روستای مریک قناتی قدیمی وجود دارد که منبع اصلی تأمین آب روستا در گذشته بوده‌است.
طول این قنات ۲۰۰ متر است، تعداد ۱۰ میله چاه دارد و عمق مادرچاه این قنات ۱۰ متر می‌باشد. دبی این قنات ۲ لیتر بر ثانیه

## زمین های روستا
اراضی سَرِ پیر
اراضی باغشاه
اراضی چشمه کوره
اراضی اَرزِن
اراضی بید انار
اراضی چهار قاش
اراضی چلا سیسته
(چاله زالزلک)
اراضی درکُلا
اراضی دره قلعه (درقله جا)
اراضی نسه زاول (خِری تنگ)
اراضی نسه
اراضی شول آباد
اراضی چیچک
اراضی دال شفا
اراضی پاریو
اراضی بردراز
اراضی ماردون
اراضی بَردِرو
اراضی چول دون
اراضی بَردَر
اراضی گرموشاه
اراضی بردر
اراضی شتر ورسته
اراضی دره جدز